# سخيلده
شخيلت (الهولندية Schelde، الفرنسية Escaut) هو نهر طوله يصل إلى 350 كم نهر في شمالي فرنسا، وغربي بلجيكا، والجزء الجنوبي الغربي من هولندا. يشتق اسمه من الصفة الإنجليزية القديمة sceald «الضحلة»، وبالإنجليزية الحديثة shallow «مياه ضحلة»، وبالألمانية انخفاض schol وبالفريزية SKOL، وبالسويدية skäll «رقيقة».